# Мервін Вуд
Ме́рвін То́мас Вуд, або Мерв Вуд (англ. Mervyn Thomas "Merv" Wood; нар. 30 квітня 1917 — пом. 19 серпня 2006) — австралійський академічний веслувальник. Олімпійський чемпіон і дворазовий призер Олімпійських ігор. Багаторазовий чемпіон Ігор Британської Співдружності, Австралії і штату Новий Південний Уельс.

## Життєпис
Народився 30 квітня 1917 року в Кенсінґтоні, штат Новий Південний Уельс, Австралія. Був четвертою, найменшою, дитиною в родині поліцейського Томаса Вуда. Навчався у сіднейській школі для хлопчаків (англ. Sydney Boys High School), де брав участь у змаганнях з регбі, плавання і академічного веслування. Після закінчення школи вступив до поліції, продовжив заняття веслуванням у клубі «NSW Police Rowing Club».
Брав участь у змаганнях з академічного веслування на чотирьох поспіль літніх Олімпійських іграх (1936, 1948, 1952, 1956). Виборов три олімпійські медалі, по одній кожної проби.
Під час церемонії відкриття Олімпійських ігор 1952 року у Гельсінкі (Фінляндія) та Олімпійських ігор 1956 року в Мельбурні (Австралія) Мервін Вуд був прапороносцем олімпійської збірної команди Австралії.
Після закінчення спортивної кар'єри був офіцером поліції. З 1977 по 1979 роки обіймав посаду начальника (комісара) поліції штату Новий Південний Уельс, проте через звинувачення у корупції змушений був полишити цю посаду. У 1989 році він був звинувачений у змові з метою перешкоджання правосуддю, проте за два роки обвинувачення було зняте через закінчення терміну давності.
Помер від раку 19 серпня 2006 року в Сіднеї.